# Hrebeńce
Hrebeńce (ukr. Гребінці) – wieś na Ukrainie, w rejonie lwowskim (do 2020 w rejonie żółkiewskim) obwodu lwowskiego. Wieś liczy około 415 mieszkańców.
Własność Herburtów w połowie XVI wieku, położona była w powiecie lwowskim ziemi lwowskiej.
W II Rzeczypospolitej do 1934 samodzielna gmina jednostkowa. Następnie należała do zbiorowej wiejskiej gminy Nadycze w powiecie żółkiewski w woj. lwowskim. Po wojnie wieś weszła w struktury administracyjne Związku Radzieckiego.